# Artàban de Bactriana
Artàban de Bactriana fou un governador persa. Era sàtrapa de la Bactriana en el regnat d'Artaxerxes I de Pèrsia, i es va revoltar per causes desconegudes. Ctèsies diu que fou derrotat en dues batalles i que amb això la revolta va quedar liquidada.